# Richard Burns
Richard Burns (17. leden 1971 Reading – 25. listopad 2005 Londýn) byl britský rallyeový jezdec a mistr světa z roku 2001. Je dodnes jediný Angličan který vyhrál mistrovství světa v rallye. Zemřel na rakovinový nádor na mozku.

## Kariéra
Odmala měl rád atmosféru závodů a poprvé řídil automobil již v osmi letech. V patnácti letech navštívil školu pro závodníky a s jeho snem mu pomáhal otec. Ten mu koupil jeho první automobil – Talbot Sunbeam, se kterým se Richard učil závodit. V osmnácti se přihlásil do prvních místních závodů. Svými úspěchy zaujal Davida Williamse, který se později stal jeho přítelem.
V roce 1990 se objevil na startu britského šampionátu s vozem Peugeot 205 GTI. Po domluvě s importérem Peugeot je domluven i start na RAC rallye 1990 s vozem Peugeot 309 GTI, kde končí na 28. místě a třetí ve své kategorii. O rok později opět startuje v domácím šampionátu a RAC rallye 1991, kde končí se stejným vozem šestnáctý a svou kategorii vyhrává. Jeho novým a stálým spolujezdcem se stává Robert Reid. Od roku 1993 se dostává do týmu Prodrive Subaru World Rally Team a soutěží s vozem Subaru Legacy RS. Stává se nejmladším britským šampionem. V následujících dvou letech startuje na několika soutěžích mistrovství světa a na RAC rallye 1995 končí třetí.
Od sezony 1996 startoval v týmu Mitsubishi a absolvoval jen vybrané soutěže a startoval s vozem Mitsubishi Carisma GT. Celkově skončil sedmý. V mistrovství světa v rallye 1998 se stal týmovým jezdcem Mitsubishi Ralliart, kde jezdil jako týmový kolega Tommi Mäkinena a zvítězil na Safari rallye 1998 a RAC rallye 1998. Poté se opět vrátil k Subaru. Zvítězil na Acropolis rallye 1999, Australská rallye 1999 a RAC rallye 1999 a třikrát dojel druhý a druhý skončil i celkově. V Mistrovství světa v rallye 2000 zvítězil na Safari rallye 2000, Portugalská rallye 2000, Argentinská rallye 2000 a RAC rallye 2000 a opět skončil celkově druhý.
V roce 2001 zvítězil na Rallye Nový Zéland 2001 a dojel čtyřikrát druhý. Před posledním závodem byl třetí za McRaem a Mäkinenem, ale rozdíl mezi nimi byly dva body. Oba jeho konkurenti odstoupili a on si třetím místem zajistil titul. V roce 2002 přešel k týmu Peugeot Sport, aby startoval s vozem Peugeot 206 WRC. V první sezoně dojel jen čtyřikrát na druhém místě a skončil celkově pátý. V roce 2003 dojel v prvních deseti závodech dvakrát druhý a pětkrát třetí a vedl šampionát. Po třech asfaltových soutěžích se ale propadl na čtvrté místo. Rozhodnout se mělo na Velšské rallye, ale do té Burns neodstartoval.

## Nemoc
Cestou na závod zkolaboval za jízdy ve svém Porsche. Ve voze kromě něj seděl závodník Markko Märtin, který vůz bezpečně zastavil. Po vyšetření se zjistilo, že Burns měl rakovinový nádor na mozku. Začal se okamžitě intenzivně léčit, ale i po druhé operaci se nádor vrátil. Zemřel na den přesně čtyři roky po zisku svého titulu.